# Stanley Cup 1993
La finale della Stanley Cup 1993 è stata una serie al meglio delle sette gare che ha determinato il campione della National Hockey League per la stagione 1992-93. Al termine dei playoff i Montreal Canadiens, campioni della Prince of Wales Conference, si sfidarono contro i Los Angeles Kings, campioni nella Clarence S. Campbell Conference. I Montreal Canadiens nella serie finale di Stanley Cup usufruirono del fattore campo in virtù del maggior numero di punti ottenuti nella stagione regolare, 102 punti contro gli 88 dei Kings. La serie iniziò il 1º giugno e finì il 9 giugno con la conquista da parte dei Canadiens della Stanley Cup per 4 a 1.
Nel 1993 si festeggiarono i 100 anni dalla prima assegnazione della Stanley Cup avvenuta nel 1893 su iniziativa di Lord Stanley. Questa fu la prima presenza in finale per i Kings in 26 anni di storia, mentre per la squadra di Montréal si trattò della trentaquattresima apparizione, la prima dopo la sconfitta nel 1989. Il successo dei Canadiens, il ventiquattresimo, segnò l'ultimo titolo vinto da una franchigia canadese, oltre all'ultimo vinto da una squadra composta solo da giocatori nordamericani. Essa fu inoltre l'ultima finale della Stanley Cup disputata presso il Forum de Montréal, così come l'ultima giocata da Wayne Gretzky. Gretzky poteva diventare il primo giocatore capace di vincere la Stanley Cup da capitano per due diverse formazioni, dopo aver guidato gli Edmonton Oilers in quattro edizioni: 1984, 1985, 1987 e 1988.
Al termine della serie il portiere canadese Patrick Roy fu premiato con il Conn Smythe Trophy, trofeo assegnato al miglior giocatore dei playoff; per Roy si trattò del secondo trofeo.

## Contendenti

### Montreal Canadiens
I Montreal Canadiens conclusero la stagione regolare al terzo posto della Adams Division con un totale di 102 punti ottenuti. Nel corso dei playoff sconfissero al primo turno nel derby del Québec i Nordiques de Québec per 4-2, mentre in finale di division sconfissero i Boston Bruins per 4-0. Nella finale della Conference infine affrontarono i New York Islanders e vinsero la serie per 4-1.

### Los Angeles Kings
I Los Angeles Kings conclusero la stagione regolare al terzo posto nella Smythe Division totalizzando 88 punti. Al primo turno sconfissero i Calgary Flames, per 4-2, mentre in finale di division superarono per 4-2 i Vancouver Canucks. Infine nella finale di Conference sconfissero per 4-3 i Toronto Maple Leafs.

## Serie

### Gara 1
| Arbitro: | Andy Van Hellemond |

|                                                   |           |             |
| Robitaille 03:03, 37:41 Kurri 41:51 Gretzky 58:02 | Marcatori | 18:09 Ronan |

### Gara 2
| Arbitro: | Kerry Fraser |

|                             |           |                                |
| Taylor 25:12 Conacher 48:32 | Marcatori | 18:31, 58:47, 60:51 Desjardins |

### Gara 3
| Arbitro: | Terry Gregson |

|                                                          |           |                                              |
| Bellows 10:26 Dionne 22:41 Schneider 23:02 LeClair 60:34 | Marcatori | 27:52 Robitaille 31:02 Granato 57:07 Gretzky |

### Gara 4
| Arbitro: | Andy Van Hellemond |

|                                             |           |                               |
| Muller 10:57 Damphousse 25:24 LeClair 74:37 | Marcatori | 26:33 Donnelly 39:55 McSorley |

### Gara 5
| Arbitro: | Terry Gregson |

|                |           |                                                 |
| McSorley 22:40 | Marcatori | 15:10, 52:06 DiPietro 23:51 Muller 31:31 Lebeau |

## Roster dei vincitori
| Vincitori della Stanley Cup 1993 Canadiens de Montréal | Portieri: Patrick Roy, André Racicot Difensori: Rob Ramage, Kevin Haller, Lyle Odelein, Mathieu Schneider, Éric Desjardins, Donald Dufresne, Sean Hill, Patrice Brisebois, Jean-Jacques Daigneault Attaccanti: Kirk Muller (A), Mike Keane (A), Paul DiPietro, John LeClair, Denis Savard (A), Guy Carbonneau (C), Benoît Brunet, Brian Bellows, Vincent Damphousse, Gary Leeman, Jesse Bélanger, Ed Ronan, Mario Roberge, Todd Ewen, Gilbert Dionne, Stéphan Lebeau Staff Tecnico: Jacques Demers (Allenatore), Jacques Laperrière (Ass. allenatore), Charles Thiffault (Ass. allenatore) |